# París, districte 13
París, districte 13 (títol original en francès, Les Olympiades) és una pel·lícula dramàtica francesa del 2021, dirigida i produïda per Jacques Audiard a partir d'un guió d'Audiard, Céline Sciamma i Léa Mysius, com adaptació dels còmics del dibuixant estatunidenc Adrian Tomine. És protagonitzada per Lucie Zhang, Makita Samba, Jehnny Beth i Noémie Merlant. S'ha doblat i subtitulat al català.
Es va estrenar al 74è Festival Internacional de Cinema de Canes el 14 de juliol de 2021.

## Argument
13è districte de París, barri de Les Olympiades. L'Émilie coneix la Camille, que se sent atret per la Nora que es creua amb l'Amber. Tres dones i un home. De vegades són amics, de vegades amants, i sovint ambdues coses.